# Osella FA1I
Der Osella FA1I war ein Formel-1-Rennwagen des italienischen Teams Osella Squadra Corse, der 1987 und 1988 zu 17 Rennen gemeldet wurde. Er löste den Osella FA1G ab und hatte in technischer Hinsicht Ähnlichkeiten mit dem Osella FA1H. Der von Ignazio Lunetta entwickelte Wagen war technisch unzuverlässig. Das Auto erreichte bei keinem einzigen Rennen eine Zielankunft.

## Technik
Der FA1I war nicht vollständig neu entwickelt. Das Monocoque und das grundsätzliche Layout des Wagens entsprachen wie bei seinen Vorgängern dem des Osella FA1F; er stand damit nach wie vor in einer unmittelbaren Linie zum Alfa Romeo 183T, der die technische Basis aller Turbo-Fahrzeuge Osellas bildete. Ignazio Lunetta übernahm einige Lösungen des kurzlebigen Osella FA1H, allerdings war der Radstand um 60 Millimeter kürzer und die Aufhängung wurde zugunsten von Zugstreben vorn und hinten überarbeitet. Wesentliches Augenmerk lag auf der Aerodynamik: Erstmals seit 1984 führte Osella Windkanaltests durch. Vor der endgültigen Gestaltung der Karosserie und der Flügel gab es Untersuchungen mit Modellen im Maßstab 1:4 im Windkanal von Dallara, und das fertige Auto wurde vor dem ersten Rennen noch einmal in Pininfarinas Kanal getestet.
Osella hielt an den zunehmend veralteten Achtzylinder-Turbomotoren von Alfa Romeo fest. Ihre Belastbarkeit war eingeschränkt und der Treibstoffverbrauch war hoch. Um der reglementsbedingten Begrenzung der Treibstoffmengen zu genügen, musste Osella den Ladedruck erheblich reduzieren, sodass die Leistungen der Motoren ebenfalls nachließen. Im Qualifikationstrimm leisteten die Motoren etwa 820 PS (603 kW), in den Rennen lag die Leistung bei etwa 750 PS (551 kW). Gleichwohl fiel der FA1I 1987 mehrfach vorzeitig wegen Treibstoffmangels aus.
Im Laufe des Jahres 1987 entstanden zwei Exemplare des FA1I.

## Renneinsätze

### Formel-1-Saison 1987
In der Formel-1-Saison 1987 wurde der FA1I zu 16 Rennen für Osellas Stammfahrer Alex Caffi gemeldet. Caffi konnte sich mit Ausnahme des Großen Preises von Spanien regelmäßig qualifizieren. Dabei startete er zumeist vor den schwächeren der neuen Saugmotor-Autos. Die beste Startposition erzielte Caffi mit dem 16. Platz beim Großen Preis von Monaco. Eine Zielankunft gelang ihm nicht. Viermal fiel er vorzeitig wegen Treibstoffmangels aus, fünfmal traten Defekte am Motor und am Turbolader auf und je zweimal gab es Getriebe- und Elektrikschäden.
Zu einigen Rennen setzte Osella ein weiteres Auto für Franco Forini ein. Einzelne Internetquellen behaupten, dass Forini bei diesen Anlässen ebenso wie Caffi einen FA1I fuhr. In der Literatur wird dagegen überwiegend davon ausgegangen, dass Forini noch einmal einen veralteten, bereits 1985 aufgebauten FA1G einsetzte.

### Formel-1-Saison 1988
1988 bestritt Osella das Auftaktrennen in Brasilien mit dem FA1I. Das Auto – nunmehr gänzlich anders lackiert – wurde für Nicola Larini gemeldet. Der Italiener verpasste allerdings die Qualifikation, sodass es nicht zu einer Rennteilnahme kam. Danach wurde der FA1I durch den weitgehend überarbeiteten Osella FA1L ersetzt, Osellas letztes Auto mit Alfa-Romeo-Technologie. Gustav Brunner, der technische Direktor des deutschen Rial-Teams und Konstrukteur des zeitgleich eingesetzten Rial ARC1, bezeichnete den FA1I im März 1988 als „richtig schlechte Karre“.

## Rennergebnisse
| Fahrer               | Nr.                  | 1   | 2  | 3   | 4   | 5   | 6   | 7   | 8   | 9   | 10  | 11  | 12  | 13  | 14  | 15  | 16  | Punkte | Rang |
| -------------------- | -------------------- | --- | -- | --- | --- | --- | --- | --- | --- | --- | --- | --- | --- | --- | --- | --- | --- | ------ | ---- |
| Formel-1-Saison 1987 | Formel-1-Saison 1987 |     |    |     |     |     |     |     |     |     |     |     |     |     |     |     |     | 0      |      |
| A. Caffi             | 21                   | DNF | 12 | DNF | DNF | DNF | DNF | DNF | DNF | DNF | DNF | DNF | DNF | DNQ | DNF | DNF | DNQ | 0      |      |
| Formel-1-Saison 1988 | Formel-1-Saison 1988 |     |    |     |     |     |     |     |     |     |     |     |     |     |     |     |     | 0      | -    |
| N. Larini            | 21                   | DNQ |    |     |     |     |     |     |     |     |     |     |     |     |     |     |     | 0      | -    |